# 헤르손 가라비토
헤르손 예리스 가라비토(Gerson Yeris Garabito, 1995년 8월 19일 ~ )는 도미니카 공화국의 야구 선수이자, 현 KBO 리그 삼성 라이온즈의 투수이다.

## 미국 프로야구 시절
2024년에 텍사스 레인저스에 입단하였다.

## 한국 프로야구 시절
2025년 6월 19일에 데니 레예스를 대체할 외국인 투수로 영입되었다.